# Mongkon

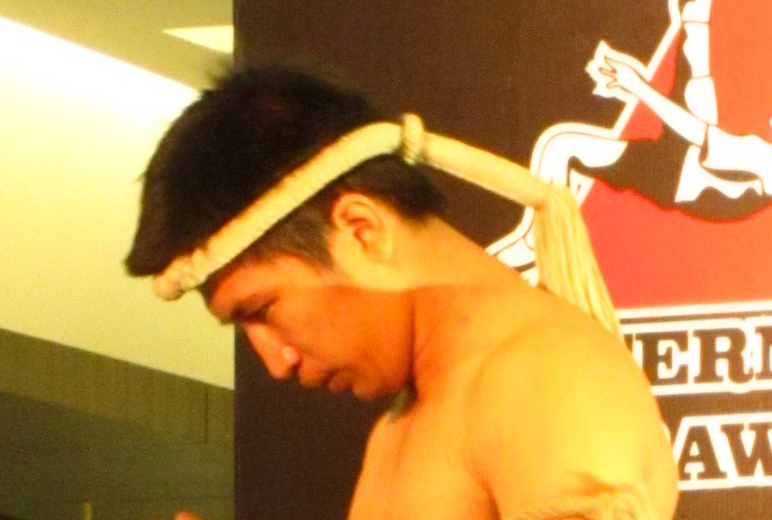
Muay-Thai-Kämpfer mit Mongkon beim Wai Khru

Ein Mongkon (Thai: มงคล, auch Mongkhon oder Mong Kon) ist eine Kopfbedeckung, welche von Muay-Thai-Athleten beim traditionellen Tanz, dem Wai Khru Ram Muay, vor dem Kampf getragen wird.
Die Kämpfer glauben, dass das Tragen des Mongkon als Amulett ihnen Erfolg bringt und sie vor Gefahren beschützt. Die Athleten erhalten den Mongkon vom Trainer, wenn dieser von den gelernten Fähigkeiten überzeugt ist. Der Mongkon soll niemals in die Nähe des Bodens oder gar auf den Boden direkt gelangen, da er dann seine Kräfte verlieren soll. Mongkons werden üblicherweise nur in Thailand getragen, in anderen Ländern wie zum Beispiel Kambodscha oder Burma ist das Tragen nicht üblich.